# Kevlar

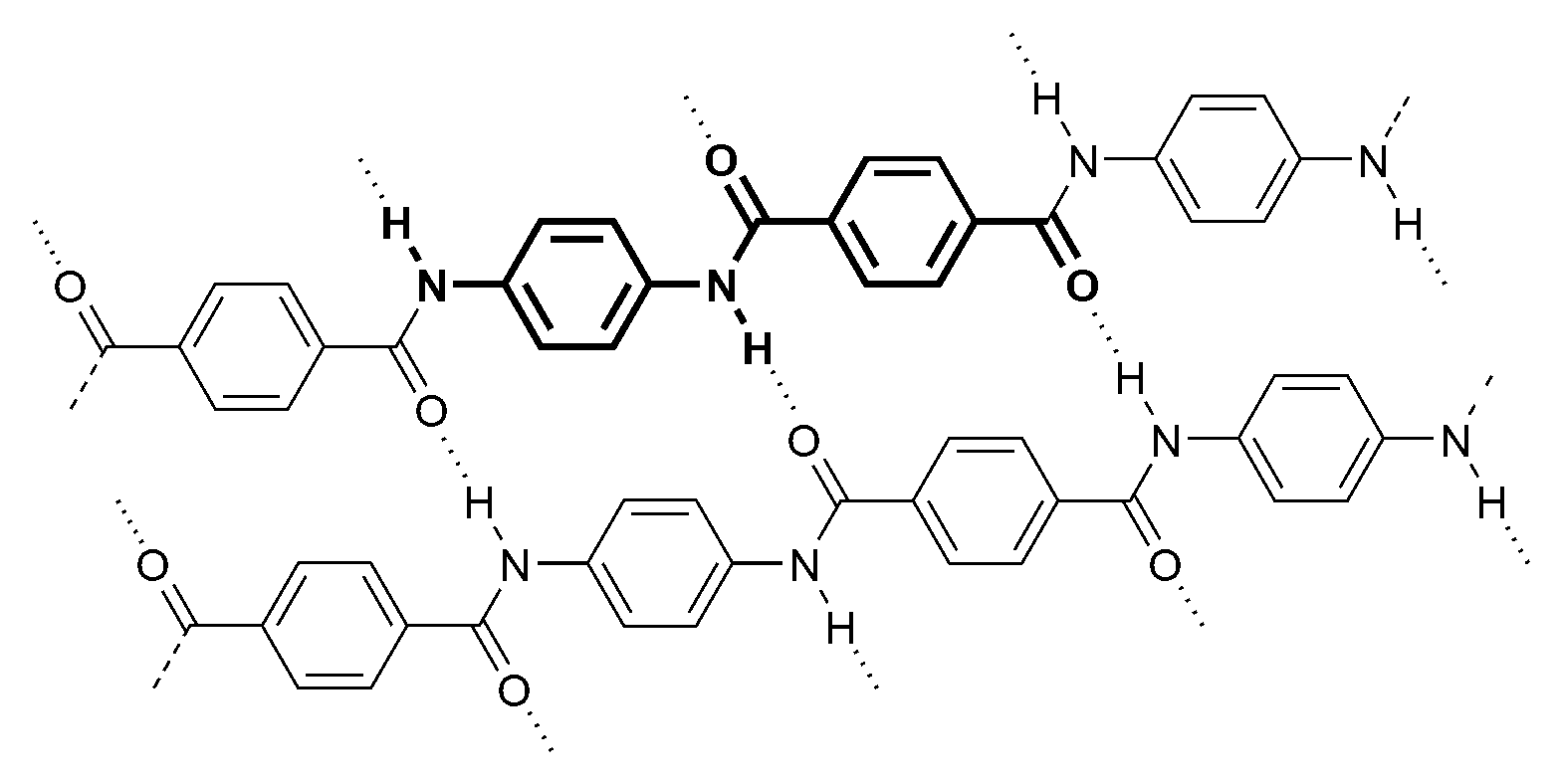
Struktura kevlaru

Kevlar je obchodní značka para-aramidového vlákna, které objevila chemička Stephanie Kwoleková u firmy DuPont v roce 1965.

## Vlastnosti

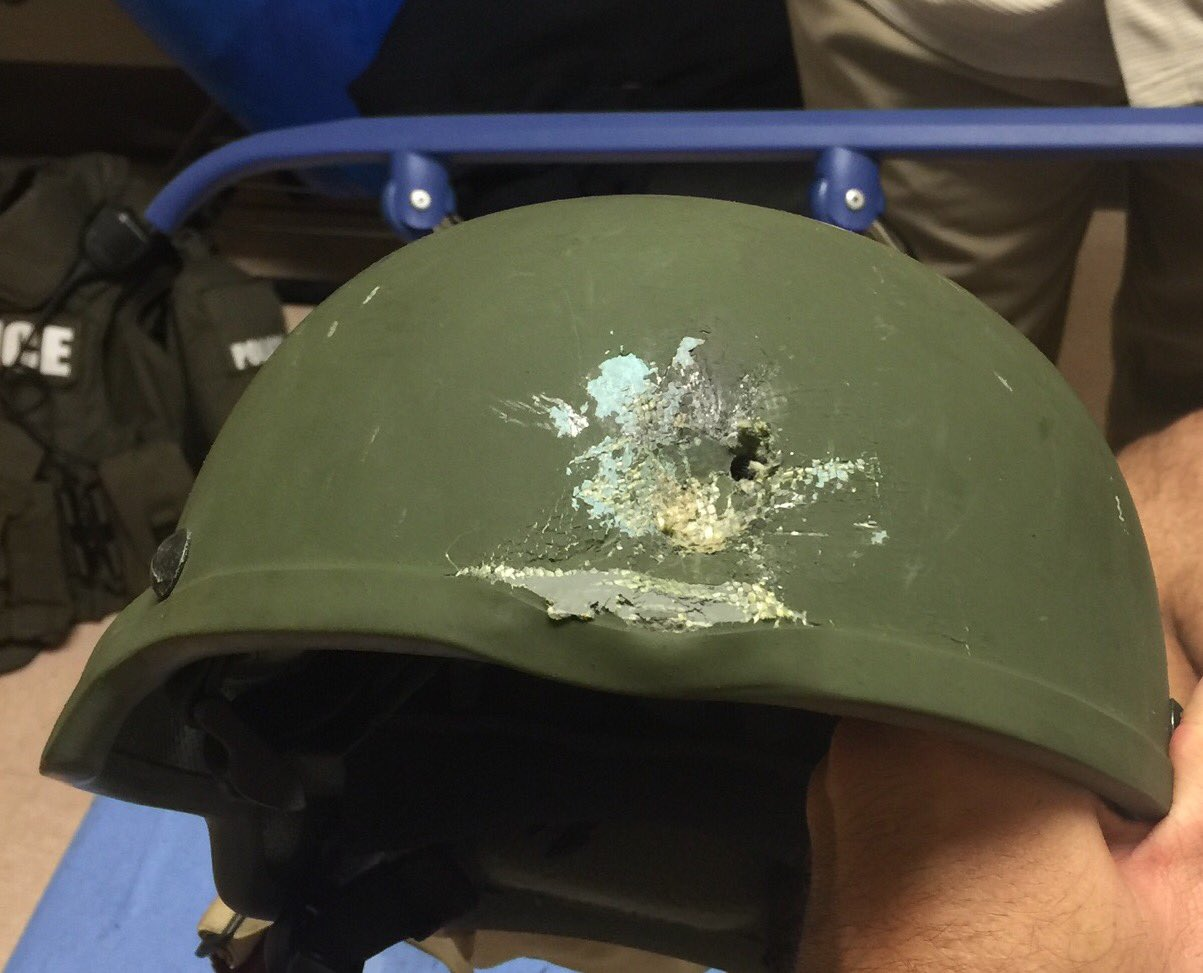
Kevlarová helma zraněného orlandského policisty po zásahu v nočním klubu Pulse, 2016.

Molekulární vzorec kevlaru je [-CO-C6H4-CO-NH-C6H4-NH-]n.
Relativní hustota je 1,44 g/cm3, tažná pevnost vláken dosahuje 20-21 cN/dtex (modul pevnosti 3,6-4,1 GPa), při 160 °C se snižuje pevnost o 10 %, při 450 °C kevlar sublimuje.
Tažnost obnáší 2,8–4,0 %. Absorpce rázové energie (způsobené např. střelou), je 4x vyšší než u běžných polyamidů.
Nevýhody: Kevlar je nevhodný pro vlhké prostředí a ke stlačování. Je citlivý na UV záření, velmi tuhý, takže ke stříhání jsou nutné speciální nůžky.

### Druhy vláken a jejich použití
Vedle základních typů K29 a K49 se udávají například druhy
- K100 – Kevlar barvený ve hmotě
- K119 – vlákno s vyšší tažností a odolností proti únavě
- K129 – vlákno s vyšší pevností k balistickým účelům
- AP – o 15% vyšší pevnost než Kevlar 29

## Výroba a zpracování vláken

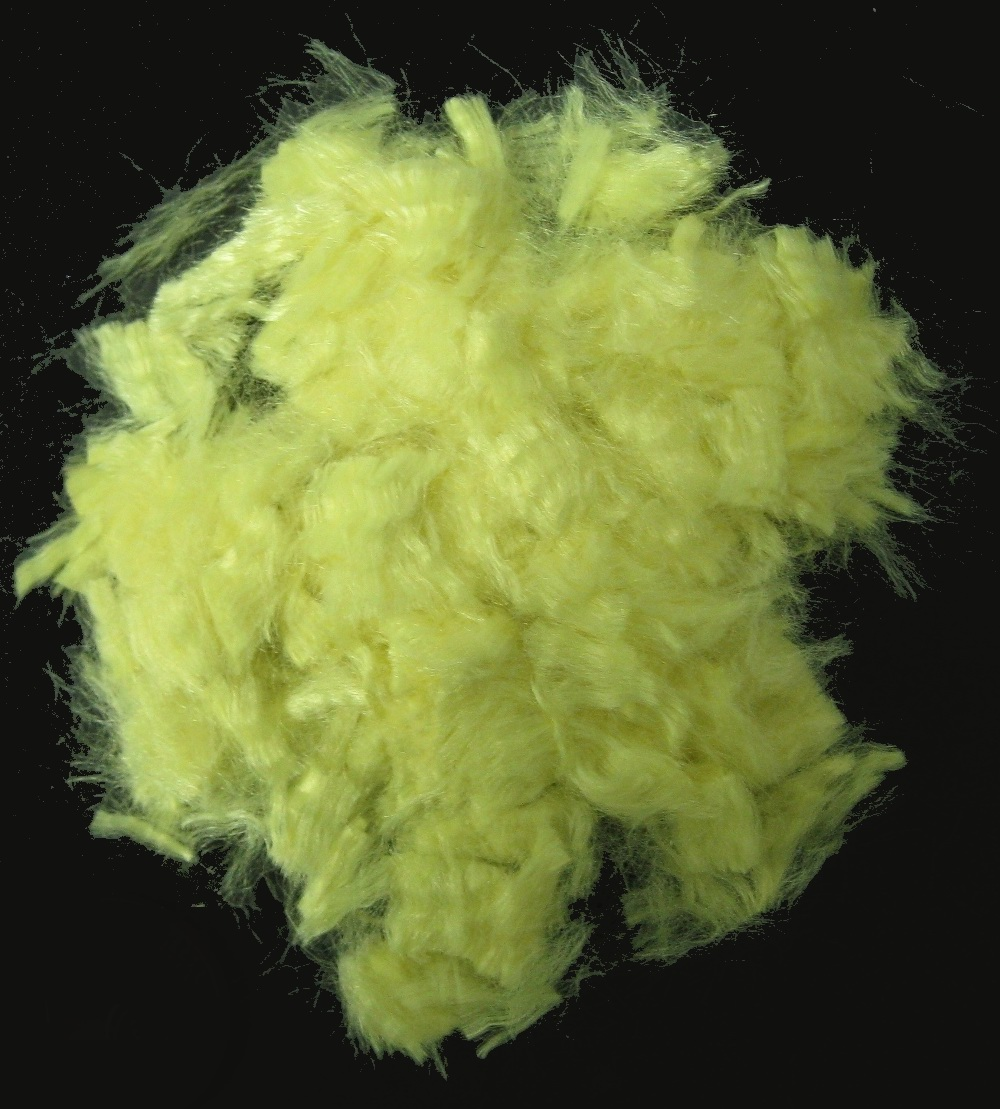
Sekaná (chopped) kevlarová vlákna

Kevlar se syntetizuje z monomeru parafenylendiaminu a tereftaloyl chloridu. Jako rozpouštědlo se používá N-methylpyrrolidon. Výsledná kapalina se protlačuje tryskou a prochází vzduchovou štěrbinou do srážecí lázně. Ve druhém stupni výroby se vláknina dlouží při teplotách 300-400 °C.
Vlákna se prodávají jako
- Filament v jemnostech 22–167 tex ve formě příze nebo rovingu[4]
- Stříž v jemnosti 1,7 dtex v délkách 38–50 mm[5]
- Sekaná vlákna (chopped) v délkách 1–100 mm[6]

### Textilie z kevlaru a jejich použití
- Staplové příze se vyrábí bavlnářským způsobem předení v jemnostech 25–1000 tex[7]

Použití: šicí nitě, pleteniny na spodní prádlo, filtrace horkých plynů
- Šňůry a lana s použitím zejména při vysokých teplotách[8]

Vynikající pevnost (více než 100 kN) dosahují kevlarová lana stáčená na tzv. planetárních nebo tubulárních pramenicích.
- Tkaniny se vyrábějí v plátnové, keprové nebo atlasové vazbě, často jako směsové (hybridní) s osnovou z uhlíkových rovingů a útkem z kevlarových filamentů.[10]

Použití: výztuž kompozitů a lamináty (ohnivzdorné oděvy, výztuže pneumatik, čluny, filtry atd.)

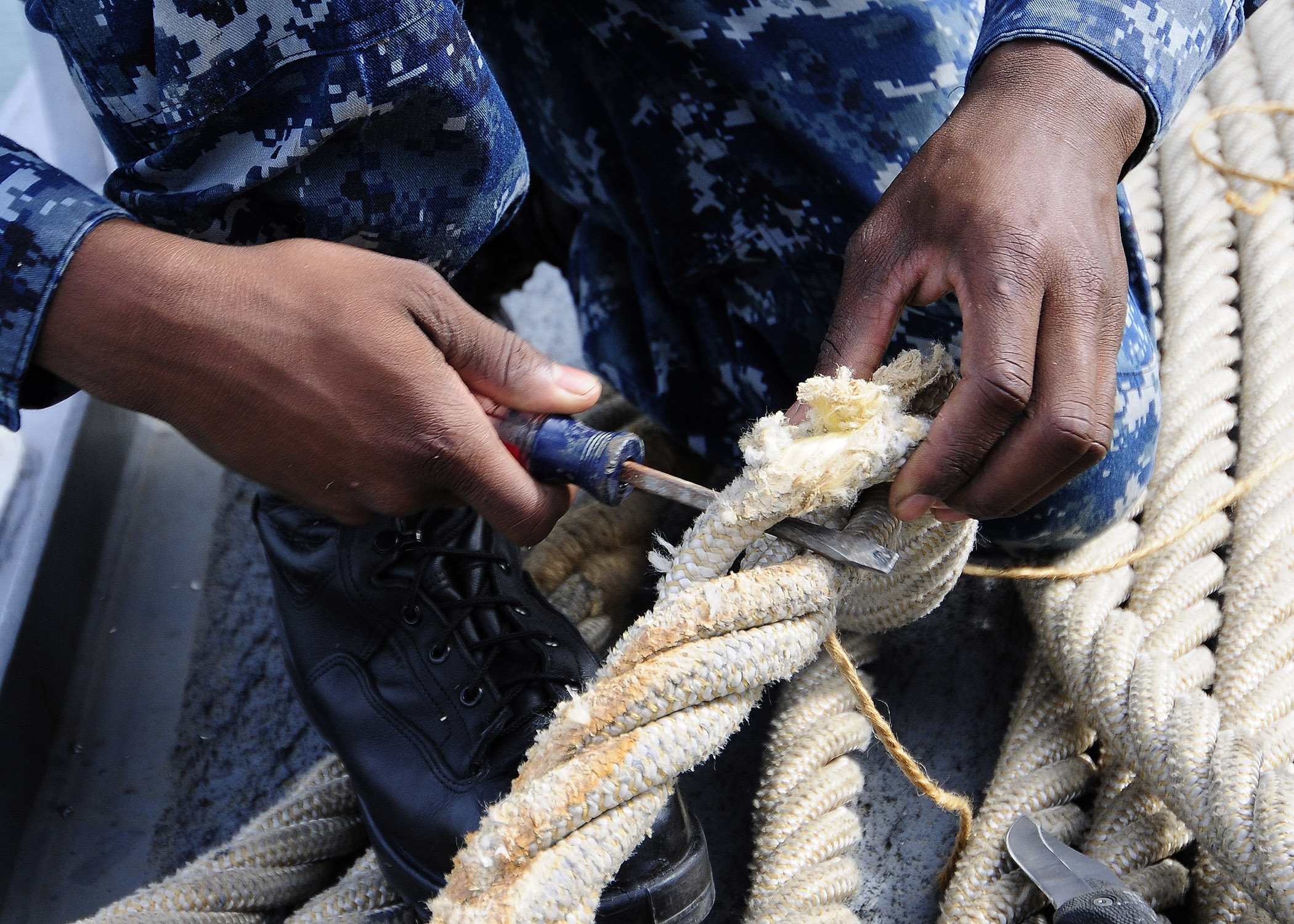
Kotevní lano z kevlarové příze

- Pleteniny s použitím na rukavice k ochraně proti pořezání a proti ohni,[11] výztuže kalhot pro motocyklisty[12] apod.
- Netkané textilie s použitím nejčastěji jako výztuže kompozitů[13]

### Příklady maloobchodních cen kevlarových textilií
Ceny platné v USA v roce 2012:
- Tkanina v keprové vazbě (cca 200 g/m2) = 33 € / m2
- Směsová (hybridní) tkanina karbon/kevlar = 37 € / m2
- Splétaná kevlarová hadice (ø 5 cm) = 18 € / m
- Netkaná rouška (pavučinka) na lamináty (cca 10 g / m2) = 13 € / m2

## Recyklování kevlaru
Firma Teijin (která vyrábí konkurenční paraaramidové vlákno Twaron) organizuje sběr a recyklování použitých textilií s obsahem aramidových vláken všeho druhu. Od roku 2008 z nich vyrábí materiál Twaron Pulp 0701.